# Сървлет
Сървлетите са Java програми, които работят върху уеб сървър. Те са междинното ниво между заявките, идващи от уеб браузъра и базите от данни или други приложения на уеб-сървъра.
Задачата на сървлетите е:
1. Да четат данните на потребителя – тези данни обикновено се въвеждат във форма в уеб страница.
2. Търсят допълнителна информация за заявката – детайли относно възможностите на браузъра, бисквитки, име на компютъра и др.
3. Генерират резултат – може да се изисква обръщение към бази от данни.
4. Формират резултат – в повечето случаи това означава вмъкване на информацията в HTML страница.
5. Установяват подходящи параметри за отговора – например казват на браузъра, какъв е типа на връщания документ, създават cookies и др.
6. Изпращат документа обратно до клиента – документът може да се върне в HTML формат, в двоичен – GIF изображение и др.